# James Hamilton, 3:e hertig av Abercorn
James Albert Edward Hamilton, 3:e hertig av Abercorn, fransk hertig av Châtellérault, född den 30 november 1869, död den 12 september 1953 i London, var en brittisk peer, son till James Hamilton, 2:e hertig av Abercorn, far till James Hamilton, 4:e hertig av Abercorn.
Abercorn, som var ättens huvudman, var direktör i British South Africa Company. Han var, då ännu kallad markis av Hamilton, 1900-13 konservativ underhusledamot och valdes 1921 till ledamot av Nordirlands senat. Han utsågs december 1922 till guvernör över Nordirland, en post han behöll till 1945.

## Familj
James Hamilton gifte sig 1894 i London med lady Rosalind Cecilia Caroline Bingham (1869-1958), dotter till George Bingham, 4:e earl av Lucan och lady Cecilia Catherine Gordon-Lennox. 
Barn:
- Lady Mary Cecilia Hamilton (1896-1984) gift med 1:o Robert Kenyon-Slaney (skilda 1930), gift 2:o med sir John Gilmour, 2:e baronet (1876-1940)
- Lady Cynthia Eleanor Hamilton (1897-1972), gift med Albert Spencer, 7:e earl Spencer (1892-1975), farföräldrar till prinsessan Diana
- Lady Catherine Hamilton (1900-1985), gift med sir Reginald Henry Seymour
- James Hamilton, 4:e hertig av Abercorn (1904-1979)
- Lord Claud David Hamilton (1907-1968), advokat, London

### Fotnoter
1. 1 2  Darryl Roger Lundy, The Peerage, The Peerage person-ID: p10104.htm#i101031, läst: 9 oktober 2017.[källa från Wikidata]
2. ↑  Hansard 1803–2005, Hansard-ID (1803-2005): marquess-of-hamilton, läst: 22 april 2022.[källa från Wikidata]
3. 1 2 3  Hansard 1803–2005.[källa från Wikidata]
4. 1 2 3  Kindred Britain, läs online.[källa från Wikidata]
5. ↑  The Peerage person-ID: p10104.htm#i101031, läst: 7 augusti 2020.[källa från Wikidata]